# Rayo Vallecano
Rayo Vallecano de Madrid S.A.D., kurz Rayo Vallecano, ist ein Fußballverein aus dem Madrider Stadtviertel Vallecas und spielt derzeit in der Primera División. Der Spitzname der Mannschaft lautet franjirrojos, was die „Roten Streifen“ bedeutet.
Der Verein gilt in Spanien als typische „Fahrstuhlmannschaft“, speziell in den letzten zwanzig Jahren hatte der Club viele Auf- und Abstiege zu verzeichnen. Als größter Erfolg des Vereins gilt der Einzug in das Viertelfinale des UEFA-Cups in der Saison 2000/01.
Zu den Fans des Vereins gehört die antifaschistische Gruppierung Los Bukaneros ebenso wie die spanische Punkgruppe Ska-P, die mit dem Lied Como un Rayo eine der Vereinshymnen schrieb.

## Geschichte
Der Verein wurde am 29. Mai als Agrupación Deportiva El Rayo gegründet. Der Name Rayo bedeutet „Blitz“, welcher im Wappen und auf vielen Trikots als roter Streifen zu finden ist. In den 50er Jahren arbeiteten Stadtnachbar Atlético Madrid und Rayo zusammen, in dem vom großen Club Atlético immer wieder Spieler an Rayo ausgeliehen wurden. Als nach einem Abstieg 1961 in die dritte Liga, der Beendigung der Zusammenarbeit mit Atlético und großen finanziellen Schwierigkeiten der Verein vor dem Bankrott stand, sprang der andere Stadtnachbar Real Madrid mit dem damaligen Präsidenten Santiago Bernabéu ein und unterstützte den angeschlagenen Verein finanziell.
Im Jahr 2015 sorgte der Verein für Aufsehen, indem der Streifen auf dem Auswärtstrikot in den Farben des Regenbogens gestaltet wurde, die sich jeweils mit Kämpfer der Gesellschaft solidarisieren. Rot steht für Menschen mit Krebserkrankung, Orange für Menschen mit Behinderung, Gelb für Menschen mit Depression, Grün für Umweltschützer, Blau für Menschen, die sich gegen Kindesmissbrauch einsetzen und Violett mit der Bewegung gegen häusliche Gewalt. Der ganze Regenbogen setzt ein Zeichen gegen Homophobie. 7 Euro aus jedem Trikotverkauf gehen anteilig an je eine Stiftung, die an den jeweiligen Themen arbeitet.

## Ligastatistik

### Ligazugehörigkeit seit 1949
- 22 Saisons in der Primera División
- 38 Saisons in der Segunda División
- 5 Saisons in der Segunda División B
- 11 Saisons in der Tercera División

### Platzierungen seit 1995
In der Saison 2012/13 der Primera División qualifizierte sich der Verein für die Europa League, da er in der vorigen Saison den 8. Rang in der spanischen Liga belegte und anstelle des FC Málaga in die Europa League nachrücken sollte. Der Tabellensechste Málaga war von der UEFA für eine Saison für europäische Wettbewerbe gesperrt. Allerdings verweigerte der spanische Fußballverband RFEF dem Verein aufgrund finanzieller Verfehlungen die Zulassung zu den europäischen Wettbewerben.

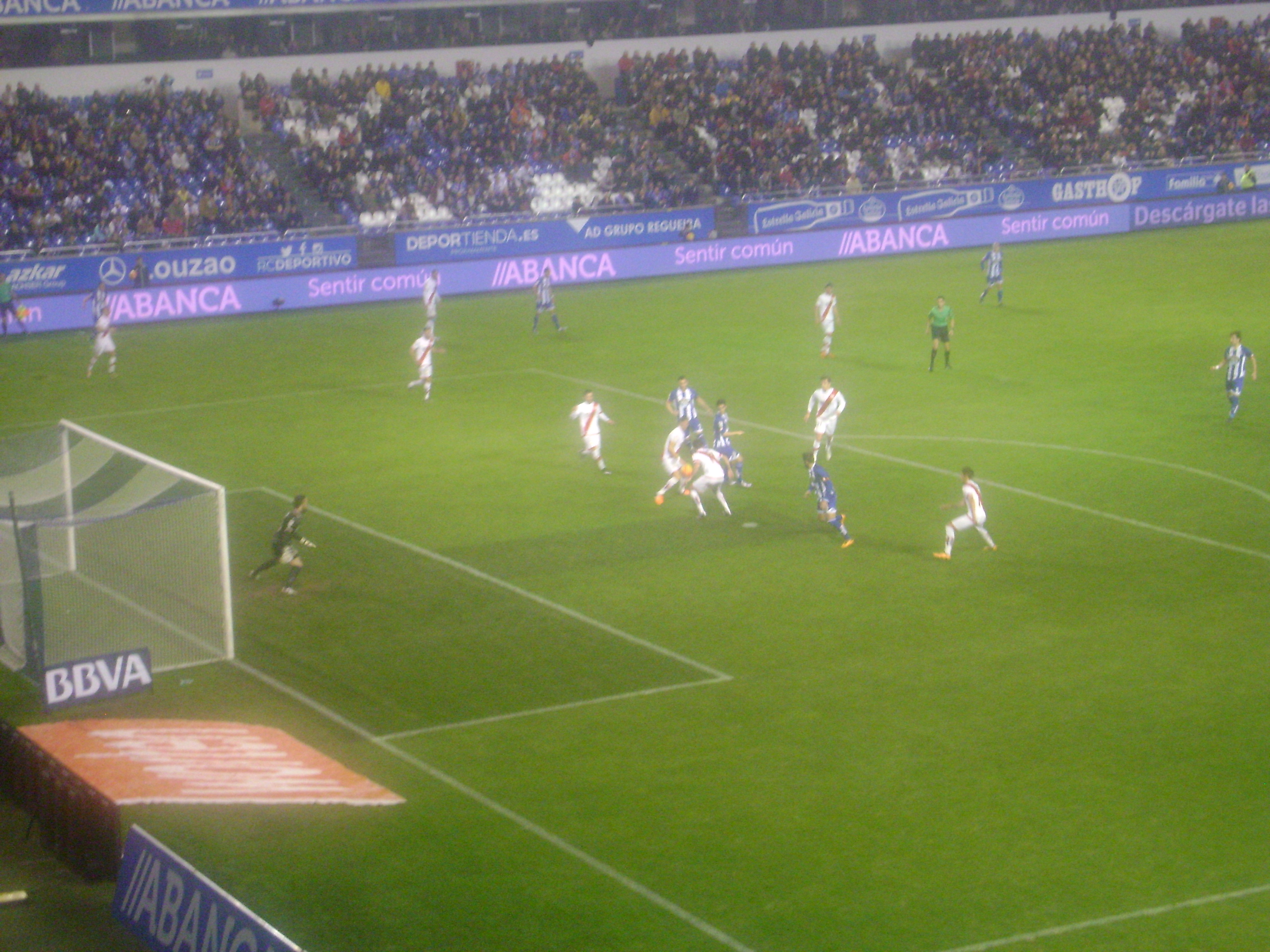
Deportivo La Coruña vs. Rayo Vallecano.

- 1995/96: Primera División 19. Platz
- 1996/97: Primera División 18. Platz  ▼
- 1997/98: Segunda División 8. Platz
- 1998/99: Segunda División 5. Platz  ▲
- 1999/2000: Primera División 9. Platz
- 2000/01: Primera División 14. Platz
- 2001/02: Primera División 11. Platz
- 2002/03: Primera División 20. Platz  ▼
- 2003/04: Segunda División 21. Platz  ▼
- 2004/05: Segunda División B 3. Platz
- 2005/06: Segunda División B 5. Platz
- 2006/07: Segunda División B 2. Platz
- 2007/08: Segunda División B 1. Platz  ▲
- 2008/09: Segunda División 5. Platz
- 2009/10: Segunda División 11. Platz
- 2010/11: Segunda División 2. Platz  ▲
- 2011/12: Primera División 15. Platz
- 2012/13: Primera División 8. Platz (keine Lizenz zur Europa League erhalten)
- 2013/14: Primera División 12. Platz
- 2014/15: Primera División 11. Platz
- 2015/16: Primera División 18. Platz  ▼
- 2016/17: Segunda División 12. Platz
- 2017/18: Segunda Division 1. Platz  ▲
- 2018/19: Primera División 20. Platz  ▼
- 2019/20: Segunda División 7. Platz
- 2020/21: Segunda División 6. Platz  ▲
- 2021/22: Primera División 12. Platz
- 2022/23: Primera División 12. Platz
- 2023/24: Primera División 17. Platz
- 2024/25: Primera División 08. Platz

## Europapokalbilanz
| Saison  | Wettbewerb             | Runde                  | Gegner                  | Gesamt    | Hin       | Rück    |
| ------- | ---------------------- | ---------------------- | ----------------------- | --------- | --------- | ------- |
| 2000/01 | UEFA-Pokal             | 1. Qualifikationsrunde | Constel·lació Esportiva | 16:00     | 10:0 (A)0 | 6:0 (H) |
| 2000/01 | UEFA-Pokal             | 1. Runde               | Molde FK                | 2:1       | 1:0 (A)   | 1:1 (H) |
| 2000/01 | UEFA-Pokal             | 2. Runde               | Viborg FF               | (a)2:2(a) | 1:0 (H)   | 1:2 (A) |
| 2000/01 | UEFA-Pokal             | 3. Runde               | Lokomotive Moskau       | 2:0       | 0:0 (A)   | 2:0 (H) |
| 2000/01 | UEFA-Pokal             | Achtelfinale           | Girondins Bordeaux      | 6:2       | 4:1 (H)   | 2:1 (A) |
| 2000/01 | UEFA-Pokal             | Viertelfinale          | Deportivo Alavés        | 2:4       | 0:3 (A)   | 2:1 (H) |
| 2025/26 | UEFA Conference League | Play-offs              | FK Njoman Hrodna        | -:-       | -:- (A)   | -:- (H) |

Gesamtbilanz: 12 Spiele, 8 Siege, 2 Unentschieden, 2 Niederlagen, 30:9 Tore (Tordifferenz +21)

## Aktueller Kader 2024/25
Stand: 3. Mai 2025
| Nr.        | Nat.        | Name              | Geburtstag | im Verein seit | Vertrag bis |
| Tor        | Tor         | Tor               | Tor        | Tor            | Tor         |
| ---------- | ----------- | ----------------- | ---------- | -------------- | ----------- |
| 01         | Spanien     | Daniel Cárdenas   | 28.03.1997 | 2023           | 2027        |
| 13         | Argentinien | Augusto Batalla   | 30.04.1996 | 2024           | 2025        |
| Abwehr     |             |                   |            |                |             |
| 02         | Rumänien    | Andrei Rațiu      | 20.06.1998 | 2023           | 2028        |
| 03         | Spanien     | Pep Chavarría     | 10.04.1998 | 2022           | 2027        |
| 05         | Spanien     | Aridane Hernández | 04.08.1999 | 2023           | 2025        |
| 16         | Ghana       | Abdul Mumin       | 06.06.1998 | 2022           | 2026        |
| 20         | Albanien    | Iván Balliu       | 01.01.1992 | 2021           | 2027        |
| 22         | Uruguay     | Alfonso Espino    | 05.01.1992 | 2023           | 2026        |
| 24         | Frankreich  | Florian Lejeune   | 20.05.1991 | 2022           | 2027        |
| 27         | Spanien     | Pelayo Fernández  | 29.03.2003 | 2024           | 2028        |
| Mittelfeld |             |                   |            |                |             |
| 04         | Spanien     | Pedro Díaz        | 05.06.1998 | 2024           | 2028        |
| 06         | Senegal     | Pathé Ciss        | 16.03.1994 | 2021           | 2027        |
| 07         | Spanien     | Isi Palazón       | 27.12.1994 | 2020           | 2028        |
| 08         | Argentinien | Óscar Trejo       | 26.04.1988 | 2017           | 2025        |
| 15         | Spanien     | Gerard Gumbau     | 14.02.1997 | 2023           | 2025        |
| 17         | Spanien     | Unai López        | 30.10.1995 | 2022           | 2026        |
| 18         | Spanien     | Álvaro García     | 27.10.1992 | 2018           | 2028        |
| 23         | Spanien     | Óscar Valentín    | 20.08.1994 | 2019           | 2027        |
| 25         | Spanien     | Joni Montiel      | 03.09.1998 | 2024           | 2025        |
| Sturm      |             |                   |            |                |             |
| 09         | Spanien     | Raúl de Tomás     | 17.10.1994 | 2022           | 2027        |
| 11         | Angola      | Randy Nteka       | 06.12.1997 | 2021           | 2028        |
| 12         | Spanien     | Sergi Guardiola   | 29.05.1991 | 2024           | 2025        |
| 14         | Spanien     | Sergio Camello    | 10.02.2001 | 2022           | 2027        |
| 19         | Spanien     | Jorge de Frutos   | 20.02.1997 | 2023           | 2028        |
| 21         | Spanien     | Adri Embarba      | 07.05.1992 | 2024           | 2025        |

- Trainer: Iñigo Pérez

## Spieler

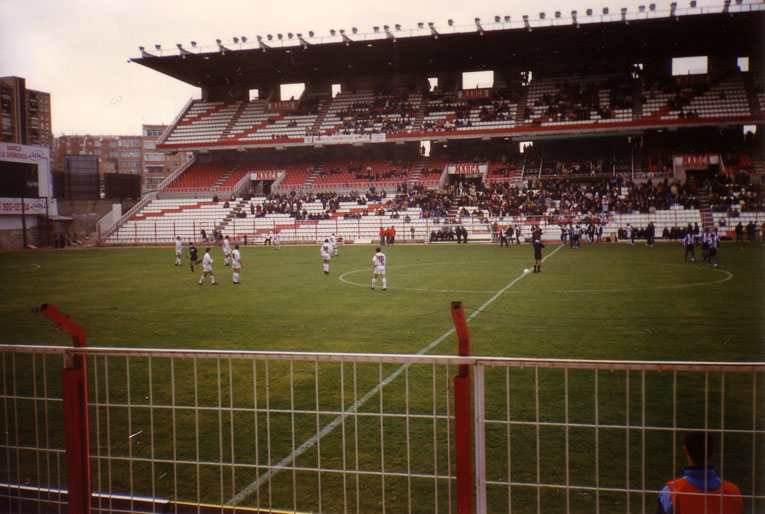
Das Stadion von Rayo Vallecano, 1998

- Hugo Sánchez
- Elvir Bolić
- Álvaro Negredo
- Abel Resino
- Gregorio Benito
- Ricardo Gallego
- Antonio Guzmán Núñez
- Rubén Cano
- Ildefons Lima
- Diego Klimowicz
- Mohamed Diamé
- Iriney Santos da Silva
- Toni Polster
- Alejandro Gálvez
- Jorge Valdivia
- Răzvan Raț
- Laurie Cunningham
- Gerhard Poschner
- Patrick Ebert
- Idan Tal
- Dave van den Bergh
- Wiktor Onopko
- Dmitri Radtschenko
- Ismael Urzaiz
- Manuel Velázquez
- Kasey Keller
- Elvir Baljić
- Diego Costa
- Franco Vázquez
- Aras Özbiliz

## Trainer
Stand: 17. Februar 2024
- Ramón Colón (1956–1958)
- Lino Taioli (1958–1959)
- Heriberto Herrera (1959)
- Ramón Colón (1959–1960)
- Pedro Eguiluz (1964–1967)
- Manuel Peñalva (1969–1971)
- Enrique Orizaola (1971–1972)
- Manuel Martín (1972)
- Héctor Nuñez (1974–1975)
- Alfredo di Stéfano (1975–1976)
- García Verdugo (1976–1977)
- Héctor Nuñez (1977–1978)
- Chato González (1978–1979)
- Héctor Nuñez (1979–1980)
- Felines (1980)
- Rafael Iriondo (1980)
- Chato González (1980–1981)
- Manuel Peñalva (1981–1982)
- Juanjo García (1982–1983)
- Máximo Hernández (1983)
- Antonio Ruiz (1983–1984)
- Eduardo Caturla (1984–1985)
- Héctor Nuñez (1985–1987)
- Felines (1987–1990)
- Manuel Peñalva (1990)
- Emilio Cruz (1990)
- Eusebio Ríos (1990–1992)
- José Antonio Camacho (1992–1993)
- Felines (1993)
- Fernando Zambrano (1993–1994)
- David Vidal (1994)
- Paco Baena (1994)
- Paquito (1994–1995)
- Pedro Maria Zabalza (1995)
- Paco Baena (1995)
- Marcos Alonso (1995–1996)
- Fernando Zambrano (1996)
- Paquito (1996–1997)
- Fernando Zambrano (1997)
- Máximo Hernández (1997)
- Josu Ortuondo (1997–1998)
- Máximo Hernández (1998)
- Josu Ortuondo (1998)
- Juande Ramos (1998–2001)
- Andoni Goikoetxea (2001)
- Gregorio Manzano (2001–2002)
- Fernando Vázquez (2002–2003)
- José Luis Martín (2003)
- Gustavo Benítez (2003)
- Antonio Iriondo (2003)
- Julen Lopetegui (2003)
- José Luis Martín (2003)
- Jorge D’Alessandro (2003–2004)
- Txetxu Rojo (2004–2005)
- Carlos Orúe (2004–2005)
- Míchel (2005–2006)
- Pepe Mel (2006–2010)
- Felipe Miñambres (2010)
- José Ramón Sandoval (2010–2012)
- Paco Jémez (2012–2016)
- José Ramón Sandoval (2016)
- Rubén Baraja (2016–2017)
- Míchel (2017–2019)
- Paco Jémez (2019–2020)
- Andoni Iraola (2020–2023)
- Francisco Rodríguez (2023–2024)
- Iñigo Pérez (2024–)

## Frauenmannschaft
Die Frauenmannschaft des Vereins spielte in den Saisons 2010/11 und 2011/12 in der UEFA Women’s Champions League.